# Campionato Europeo Velocità 2020
Il campionato Europeo Velocità 2020 è stato la quarantesima edizione della competizione motociclistica europea.

## Il contesto
La Moto2, per il secondo anno consecutivo unica categoria ad assegnare il titolo europeo (nel motociclismo su pista), avrebbe dovuto iniziare a fine aprile con una doppia prova a Portimão ma, a causa del propagarsi del coronavirus, l'inizio è stato posticipato nell'inizio settimana del 6/7 luglio presso il Circuito di Estoril. Il campionato si è svolto in undici prove su cinque piste differentiː i primi due appuntamenti in Portogallo (Estoril e Portimão), il resto della stagione in Spagna (Jerez, Aragón e Valencia).

## Stagione
Il pilota italiano Yari Montella in sella ad una Speed Up del Team Ciatti vince il titolo in maniera netta, con otto affermazioni su undici gare disputate. Di queste otto vittorie, sei sono nelle prime sei prove consecutive, il che permette a Montella di rimanere in testa alla classifica per tutto il campionato. Secondo, staccato di oltre quaranta punti, si classifica il finlandese Niki Tuuli (su Kalex, contestualmente impegnato nella Coppa MotoE), che non vince ma conquista comunque nove piazzamenti a podio. Terzo, a solo un punto da Tuuli, si posiziona Alessandro Zaccone, anch'egli su Kalex, che ottiene tre vittorie tra Aragón e Valencia. I piloti scesi in pista con motociclette Yamaha concorrono anche per una classifica separata, che prende il nome di Stock 600. Tra di essi primeggia lo spagnolo Fermín Aldeguer con 246 punti, diciotto in meno del suo connazionale Álex Toledo al secondo posto.

## Piloti Partecipanti[9]
| Nº | Pilota              | Squadra                           | Motocicletta   |
| -- | ------------------- | --------------------------------- | -------------- |
| 3  | Lukas Tulovic       | Kiefer Racing                     | Kalex Moto2    |
| 4  | Jake Archer         | Kovara/RS Racing                  | Kalex Moto2    |
| 5  | Alejandro Medina    | APEX - Cardoso Racing             | Kalex Moto2    |
| 7  | Adam Norrodin       | Liqui Moly Intact SIC Junior Team | Kalex Moto2    |
| 9  | Keminith Kubo       | VR46 Master Camp Team             | Kalex Moto2    |
| 11 | Kyle Smith          | Kovara/RS Racing                  | Kalex Moto2    |
| 12 | Jamie Davies        | Redding-Pinamoto RS               | Yamaha YZF-R6  |
| 13 | Mattia Rato         | EasyRace Team                     | Kalex Moto2    |
| 18 | Xavier Cardelús     | Team Stylobike                    | Kalex Moto2    |
| 19 | Andrea Kofler       | Redding-Pinamoto RS               | Yamaha YZF-R6  |
| 23 | Taiga Hada          | AGR Team                          | Kalex Moto2    |
| 25 | Marcel Brenner      | Promo Racing                      | Kalex Moto2    |
| 26 | Peerapong Boonlert  | VR46 Master Camp Team             | Kalex Moto2    |
| 35 | Sam Wilford         | IDWE Racing                       | Kalex Moto2    |
| 35 | Sam Wilford         | AGR Team                          | Kalex Moto2    |
| 44 | Kevin Orgis         | Redding-Pinamoto RS               | Suter MMXI     |
| 45 | Leon Orgis          | Redding-Pinamoto RS               | Yamaha YZF-R6  |
| 47 | Fenton Seabright    | FAU 55 Tey Racing                 | Yamaha YZF-R6  |
| 48 | Joan Díaz           | H43Team Nobby Talasur-Blumaq      | Yamaha YZF-R6  |
| 54 | Fermín Aldeguer     | FAU 55 Tey Racing                 | Yamaha YZF-R6  |
| 55 | Yari Montella       | Team Ciatti - Speed Up            | Speed Up SF20T |
| 56 | Álex Toledo         | EasyRace Team                     | Yamaha YZF-R6  |
| 59 | Marc Luna           | Bultaco Racing                    | Bultaco        |
| 61 | Alessandro Zaccone  | Promo Racing                      | Kalex Moto2    |
| 66 | Niki Tuuli          | Team Stylobike                    | Kalex Moto2    |
| 70 | Takeshi Ishizuka    | EasyRace Team                     | Kalex Moto2    |
| 74 | Piotr Biesiekirski  | Team Stylobike Euvic Good Racing  | Kalex Moto2    |
| 77 | Dominique Aegerter  | Liqui Moly Intact SIC Junior Team | Kalex Moto2    |
| 86 | Nicolas Chris Czyba | H43Team Nobby Talasur-Blumaq      | Yamaha YZF-R6  |
| 88 | Alessandro Zetti    | SF Racing                         | Kalex Moto2    |
| 97 | Connor Funk         | Nykos Racing                      | Nykos          |

| Legenda            |
| ------------------ |
| Pilota wildcard    |
| Pilota sostitutivo |

## Calendario[4]
Dove non indicata la nazionalità si intende pilota italiano.
| Nº | Data        | Gran Premio         | Circuito | Giro più veloce    | Vincitore Gara     | Leader del campionato |
| -- | ----------- | ------------------- | -------- | ------------------ | ------------------ | --------------------- |
| 1  | 6 luglio    | Portogallo          | Estoril  | Yari Montella      | Yari Montella      | Yari Montella         |
| 1  | 7 luglio    | Portogallo          | Estoril  | Niki Tuuli         | Yari Montella      | Yari Montella         |
| 2  | 12 luglio   | Portogallo          | Portimão | Yari Montella      | Yari Montella      | Yari Montella         |
| 2  | 13 luglio   | Portogallo          | Portimão | Yari Montella      | Yari Montella      | Yari Montella         |
| 3  | 29 agosto   | Spagna              | Jerez    | Yari Montella      | Yari Montella      | Yari Montella         |
| 3  | 30 agosto   | Spagna              | Jerez    | Yari Montella      | Yari Montella      | Yari Montella         |
| 4  | 3 ottobre   | Aragona             | Aragón   | Alessandro Zaccone | Alessandro Zaccone | Yari Montella         |
| 5  | 4 ottobre   | Aragona             | Aragón   | Xavier Cardelús    | Alessandro Zaccone | Yari Montella         |
| 5  | 4 ottobre   | Aragona             | Aragón   | Yari Montella      | Yari Montella      | Yari Montella         |
| 6  | 31 ottobre  | Comunità Valenciana | Valencia | Alessandro Zaccone | Alessandro Zaccone | Yari Montella         |
| 6  | 1º novembre | Comunità Valenciana | Valencia | Alessandro Zaccone | Yari Montella      | Yari Montella         |

## Classifica

### CEV Moto2
| Pos. | Pilota              | Moto     | Portogallo (bandiera) | Portogallo (bandiera) | Portogallo (bandiera) | Portogallo (bandiera) | Spagna (bandiera) | Spagna (bandiera) | Aragona (bandiera) | Aragona (bandiera) | Aragona (bandiera) | Comunità Valenciana (bandiera) | Comunità Valenciana (bandiera) | P.ti |
| ---- | ------------------- | -------- | --------------------- | --------------------- | --------------------- | --------------------- | ----------------- | ----------------- | ------------------ | ------------------ | ------------------ | ------------------------------ | ------------------------------ | ---- |
| 1    | Yari Montella       | Speed Up | 1                     | 1                     | 1                     | 1                     | 1                 | 1                 | 2                  | Rit                | 1                  | 2                              | 1                              | 240  |
| 2    | Niki Tuuli          | Kalex    | 2                     | 2                     | 2                     | 2                     | 3                 | 2                 | 3                  | 2                  | 2                  | 5                              | 4                              | 196  |
| 3    | Alessandro Zaccone  | Kalex    | 4                     | 3                     | 3                     | 3                     | 2                 | 9                 | 1                  | 1                  | 3                  | 1                              | 3                              | 195  |
| 4    | Taiga Hada          | Kalex    | 8                     | 6                     | 6                     | 7                     | 4                 | 4                 | 7                  | 4                  | Rit                | 7                              | 6                              | 104  |
| 5    | Alejandro Medina    | Kalex    | 6                     | 4                     | 4                     | 4                     | 5                 | 3                 | 5                  | Rit                | 5                  |                                |                                | 98   |
| 6    | Xavier Cardelús     | Kalex    | 7                     | 5                     | 19                    | 5                     | 10                | Rit               | 6                  | 3                  | Rit                | 4                              | 5                              | 87   |
| 7    | Adam Norrodin       | Kalex    | 9                     | 8                     | 5                     | Rit                   | 8                 | 8                 | 10                 | 9                  | 8                  | 8                              | 8                              | 79   |
| 8    | Álex Toledo         | Yamaha   | 13                    | 10                    | 8                     | 10                    | 15                | 11                | 8                  | 7                  | 6                  | 16                             | 9                              | 63   |
| 9    | Keminith Kubo       | Kalex    |                       |                       |                       |                       | Rit               | 5                 | 4                  | 5                  | 4                  | 6                              | 13                             | 61   |
| 10   | Fermín Aldeguer     | Yamaha   | 10                    | 9                     | 7                     | 8                     | 11                | 10                | 12                 | 17                 | 11                 | 14                             | 7                              | 61   |
| 11   | Sam Wilford         | Kalex    | 12                    | 12                    | 10                    | 11                    | 14                | 15                | 11                 | 8                  | 7                  | 11                             | 14                             | 51   |
| 12   | Piotr Biesiekirski  | Kalex    | 5                     | 7                     | 22                    | 6                     | 7                 | 6                 |                    |                    |                    |                                |                                | 49   |
| 13   | Mattia Rato         | Kalex    | 11                    | 13                    | 9                     | 12                    | 16                | 12                | 13                 | 10                 | 10                 | 12                             | 11                             | 47   |
| 14   | Lukas Tulovic       | Kalex    | 3                     | Rit                   | 20                    | 9                     | 6                 | 7                 |                    |                    |                    | Rit                            | 12                             | 46   |
| 15   | Takeshi Ishizuka    | Kalex    | 15                    | 11                    | 12                    | 13                    | 13                | 13                | 14                 | 11                 | 9                  | 10                             | 10                             | 45   |
| 16   | Dominique Aegerter  | Kalex    |                       |                       |                       |                       |                   |                   |                    |                    |                    | 3                              | 2                              | 36   |
| 17   | Peerapong Boonlert  | Kalex    |                       |                       |                       |                       | 12                | Rit               | 9                  | 6                  | Rit                | 9                              | Rit                            | 28   |
| 18   | Alessandro Zetti    | Kalex    | 19                    | 15                    | 11                    | 14                    | 17                | 16                | 15                 | 14                 | 14                 |                                |                                | 13   |
| 19   | Leon Orgis          | Yamaha   | 18                    | 17                    | 15                    | 17                    | 18                | 18                | Rit                | 13                 | 12                 | 15                             | Rit                            | 9    |
| 20   | Marcel Brenner      | Kalex    |                       |                       |                       |                       | 9                 | Rit               |                    |                    |                    |                                |                                | 7    |
| 21   | Marc Luna           | Bultaco  |                       |                       |                       |                       |                   |                   | Rit                | 12                 | 13                 | 19                             | 16                             | 7    |
| 22   | Kevin Orgis         | Suter    | 14                    | Rit                   | 14                    | 20                    | 19                | 14                | 16                 | Rit                | 17                 |                                |                                | 6    |
| 23   | Joan Díaz           | Yamaha   | NC                    | 14                    | 13                    | 19                    |                   |                   |                    |                    |                    |                                |                                | 5    |
| 24   | Fenton Seabright    | Yamaha   |                       |                       |                       |                       |                   |                   |                    |                    |                    | 13                             | 15                             | 4    |
| 25   | Nicolas Chris Czyba | Yamaha   | 16                    | Rit                   | 21                    | 15                    | 21                | 17                | Rit                | 16                 | 15                 | 17                             | NP                             | 2    |
| 26   | Andreas Kofler      | Yamaha   | 20                    | Rit                   | 17                    | 18                    | 20                | NP                | 17                 | 15                 | 16                 | 18                             | 17                             | 1    |
| NC   | Jake Archer         | Kalex    | 17                    | 16                    | 16                    | 16                    |                   |                   |                    |                    |                    |                                |                                | 0    |
| -    | Connor Funk         | Nykos    | NQ                    | NQ                    | 18                    | 21                    | 22                | 19                | 18                 | Rit                | NP                 |                                |                                | 0    |
| -    | Jamie Davies        | Yamaha   |                       |                       |                       |                       | 23                | Rit               |                    |                    |                    |                                |                                | 0    |
| -    | Kyle Smith          | Kalex    | Rit                   | NP                    |                       |                       |                   |                   |                    |                    |                    |                                |                                | 0    |
| Pos. | Pilota              | Moto     | Portogallo (bandiera) | Portogallo (bandiera) | Portogallo (bandiera) | Portogallo (bandiera) | Spagna (bandiera) | Spagna (bandiera) | Aragona (bandiera) | Aragona (bandiera) | Aragona (bandiera) | Comunità Valenciana (bandiera) | Comunità Valenciana (bandiera) | P.ti |

| Legenda | 1º posto        | 2º posto            | 3º posto           | A punti      | Senza punti        | Grassetto – Pole position Corsivo – Giro più veloce |
| Legenda | Gara non valida | Non qual./Non part. | Ritirato/Non class | Squalificato | '-' Dato non disp. | Grassetto – Pole position Corsivo – Giro più veloce |

### Stock 600
Tutti i piloti che prendono parte a questa classifica utilizzano motociclette Yamaha.
| Pos. | Pilota              | Portogallo (bandiera) | Portogallo (bandiera) | Portogallo (bandiera) | Portogallo (bandiera) | Spagna (bandiera) | Spagna (bandiera) | Aragona (bandiera) | Aragona (bandiera) | Aragona (bandiera) | Comunità Valenciana (bandiera) | Comunità Valenciana (bandiera) | P.ti |
| ---- | ------------------- | --------------------- | --------------------- | --------------------- | --------------------- | ----------------- | ----------------- | ------------------ | ------------------ | ------------------ | ------------------------------ | ------------------------------ | ---- |
| 1    | Fermín Aldeguer     | 1                     | 1                     | 1                     | 1                     | 1                 | 1                 | 2                  | 5                  | 2                  | 2                              | 1                              | 246  |
| 2    | Álex Toledo         | 2                     | 2                     | 2                     | 2                     | 2                 | 2                 | 1                  | 1                  | 1                  | 4                              | 2                              | 228  |
| 3    | Leon Orgis          | 4                     | 4                     | 4                     | 4                     | 4                 | 4                 | Rit                | 2                  | 3                  | 3                              | Rit                            | 133  |
| 4    | Andreas Kofler      | 5                     | Rit                   | 5                     | 5                     | 3                 | Rit               | 3                  | 3                  | 5                  | 6                              | 4                              | 112  |
| 5    | Nicolas Chris Czyba | 3                     | Rit                   | Rit                   | 3                     | 5                 | 3                 | Rit                | 4                  | 4                  | 5                              | Rit                            | 96   |
| 6    | Joan Díaz           | NC                    | 3                     | 3                     | 6                     |                   |                   |                    |                    |                    |                                |                                | 42   |
| 7    | Fenton Seabright    |                       |                       |                       |                       |                   |                   |                    |                    |                    | 1                              | 3                              | 41   |
| 8    | Jamie Davies        |                       |                       |                       |                       | 6                 | Rit               |                    |                    |                    |                                |                                | 10   |
| Pos. | Pilota              | Portogallo (bandiera) | Portogallo (bandiera) | Portogallo (bandiera) | Portogallo (bandiera) | Spagna (bandiera) | Spagna (bandiera) | Aragona (bandiera) | Aragona (bandiera) | Aragona (bandiera) | Comunità Valenciana (bandiera) | Comunità Valenciana (bandiera) | P.ti |

| Legenda | 1º posto        | 2º posto            | 3º posto           | A punti      | Senza punti        | Grassetto – Pole position Corsivo – Giro più veloce |
| Legenda | Gara non valida | Non qual./Non part. | Ritirato/Non class | Squalificato | '-' Dato non disp. | Grassetto – Pole position Corsivo – Giro più veloce |

## Sistema di punteggio
| Pos.  | 1  | 2  | 3  | 4  | 5  | 6  | 7 | 8 | 9 | 10 | 11 | 12 | 13 | 14 | 15 | 16> |
| Punti | 25 | 20 | 16 | 13 | 11 | 10 | 9 | 8 | 7 | 6  | 5  | 4  | 3  | 2  | 1  | 0   |